# Ulrich Hahnen

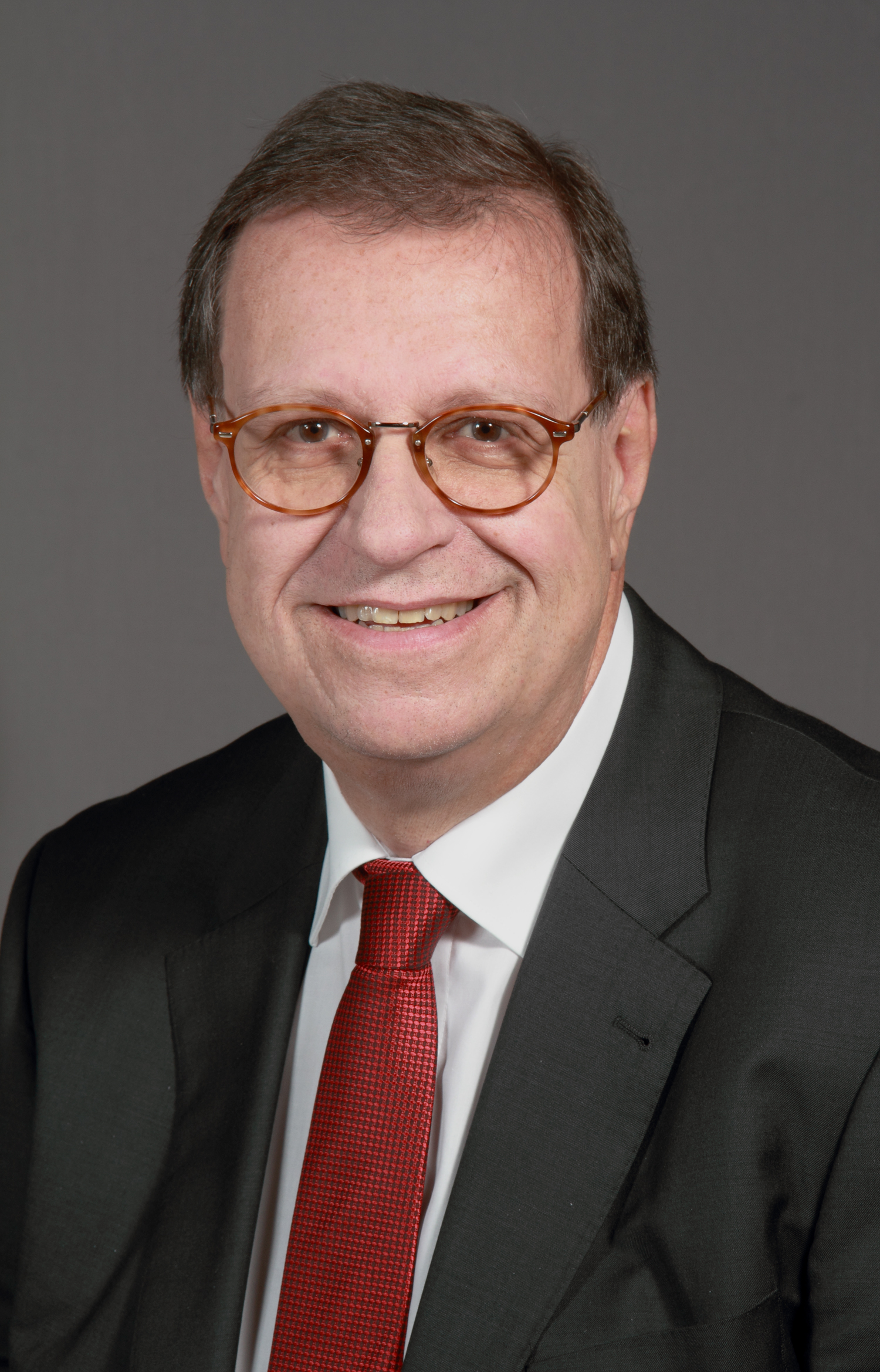
Hahnen em novembro de 2013

Ulrich Hahnen (10 de maio de 1952 – 10 de janeiro de 2016) foi um político alemão do Partido Social Democrata (SPD). Ele serviu como deputado do Landtag da Renânia do Norte-Vestfália de 2010 até à sua morte. Em 1994, ele se tornou membro do Conselho Municipal de Krefeld, Renânia do Norte-Vestfália .
Hahnen morreu de cancro em 10 de janeiro de 2016 aos 63 anos.